# Wilson Martins (Literaturkritiker)
Wilson Martins (* 3. März 1921 in São Paulo; † 30. Januar 2010 in Curitiba) war ein brasilianischer Literaturwissenschaftler und Kulturhistoriker, dessen Beiträge regelmäßig im Jornal do Brasil und in O Estado de S. Paulo veröffentlicht wurden. Außerdem ist er bekannt durch die umfangreiche Reihe História da Inteligência Brasileira.

## Leben
Bereits im Alter von 16 Jahren arbeitete Martins als Gutachter für das Amtsblatt Jornal Gazeta do Povo und setzte diese Arbeit bis 1945 fort, als dieses ihre Veröffentlichungstätigkeit als täglich erscheinende Zeitung einstellte. In den 1940er Jahren gehörte er auch zu den ersten Moderatoren des Radiosenders Radio Clube Paranaense. Nach einem ersten juristischen Examen verlegt er infolge eines literarischen Zwischenstudiums in Paris seine Interessen komplett auf die Literaturwissenschaften.
Wilson graduierte an der Universidade Federal do Paraná, dozierte auch dort und lehrte von 1965 bis 1991 an der New York University. 2002 erhielt er für sein Lebenswerk von der Academia Brasileira de Letras den Prêmio Machado de Assis.

## Werk
- Interpretac̜ões (ensaios de crítica). S. Paulo, J. Olympio, Rio de Janeiro 1946.
- A crítica literária no Brasil. F. Alves, Rio de Janeiro 1952 (2. Aufl. 1983).
- Um Brasil diferente, ensaio sôbre fenômenos de aculturação no Paraná. Editôra Anhembi, São Paulo 1955.
- A palavra escrita : história do livro, da impresa, e da biblioteca. Com um capítula referente à propiedade literária e, apêndice as convenções de Berna, de Washington e Universal, sôbre os direitos autorais. Editôra Anhembi, São Paulo 1957.
- O modernismo, 1916–1945. Editôra Cultrix, São Paulo 1965, 5ª hrsg. 1977 – Übersetzung: Jack Tomlins (1971), The modernist idea: a critical survey of Brazilian writing in the twentieth century, New York University Press, ISBN 0-8147-0293-7[3]
- Teatro brasileiro contemporâneo. Appleton-Century-Crofts, New York 1966.
- O emprego da palavra "barroco" em literatura. Coimbra 1966.
- História da Inteligência Brasileira. 7 Bde., Editora Cultrix, São Paulo 1976–1979.
- A Crítica Literária no Brasil. 2 Bde.
- Pontos de vista : crítica literária. T.A. Queiroz, São Paulo 1991.
- A invenção do Paraná : estudo sobre a presidência Zacarias de Góes e Vasconcelllos. Imprensa Oficial do Estado do Parana, Curitiba, Parana 1999.
- A idéia modernista. Academia Brasileira de Letras, Topbooks, Rio de Janeiro 2002.
- O ano literário : 2000–2001. Topbooks, Rio de Janeiro 2005.

## Auszeichnungen und Ehrungen
- o. J.: Academia Brasileira de Letras
- 2002: Prêmio Machado de Assis